# QUARTETTO
『QUARTETTO』（カルテット）は、日本の男性アイドルグループ、NEWSの7作目のオリジナルアルバム。2016年3月9日に ジャニーズ・エンタテイメントからリリース。

## 概要
前作『White』から約1年ぶりにリリースされた“4人で奏でる”をテーマとしたアルバム。初回盤・通常盤の2形態で発売された。「チュムチュム」から「ヒカリノシズク/Touch」までのシングル曲を含めた全12曲が収録され、通常盤にはさらに各メンバーのソロ曲が追加収録されている。

## 特典・仕様
2仕様を同時予約すると、先着でオリジナルメモがプレゼントされる企画も各店舗で行われた。

### 初回盤
- 28Pブックレット[5]
- スペシャルパッケージ仕様[5]
- DVD（「Theme of "QUARTETTO"」Music Video & Making）付[5]

### 通常盤
- 20Pブックレット[5]

## チャート成績
発売初週に10.9万枚を売り上げ、3月21日付週間アルバムランキングで1位を獲得。アルバム首位は1stから8作連続となり、KAT-TUNと並んで全アーティスト歴代1位タイにつけた。

## 収録曲

### CD
※ソロ曲は通常盤のみ収録。
1. Theme of “QUARTETTO”
作曲・編曲:中西亮輔
2. QUARTETTO
作詞・作曲・編曲:TAKA3
  - 本作の表題曲
3. ANTHEM
作詞・作曲:TAKA3、編曲:TAKA3/中西亮輔
  - DVDシングルのカップリング
  - 日本テレビ系 『TOYOTAプレゼンツ FIFAクラブワールドカップジャパン2015』オフィシャルソング[6]
4. シリウス
作詞・作曲:TAKA3/no_my (CWF)/m.u.g (CWF)/Sofybank (CWF)、編曲:TAKA3/no_my (CWF)
  - ウィング『Missスレンダ』CMソング[6]
5. Touch
作詞・作曲・編曲:TAKA3
  - 19thシングルの2曲目
  - 『ニッセン』タイアップソング[6]
6. NEWSKOOL
作詞・作曲:Ryohei Yamamoto、編曲:鈴木雅也
7. 四銃士
作詞:Satomi、作曲:S・ラフマニノフ/西本智実、編曲:西本智実/倉内達矢
  - DVDシングル
  - 読売テレビ・日本テレビ系TVアニメ『金田一少年の事件簿R』オープニングテーマ[6]
8. Wonder
作詞:AKIRA、作曲:take4/AKIRA、編曲:中西亮輔
9. ライフ
作詞・作曲:竹内雄彦、編曲:亀田誠治
10. チュムチュム
作詞:MOZZA、作曲:TAKA3、編曲:CHOKKAKU
  - 18thシングル
11. Departure
作詞・作曲・編曲:TAKA3
12. ヒカリノシズク
作詞・作曲・編曲:take4
  - 19thシングルの1曲目
  - 加藤シゲアキ原作・出演 フジテレビ系土ドラ『傘をもたない蟻たちは』主題歌[6]
13. LIS'N - 増田貴久
作詞・作曲:Ryohei Yamamoto、編曲:TRAKSTA
14. 愛のエレジー - 小山慶一郎
作詞:zopp、作曲:BANSE1.、編曲:高橋諒
15. 星の王子さま - 加藤シゲアキ
作詞・作曲:加藤シゲアキ、編曲:中西亮輔
16. Encore - 手越祐也
作詞:KE1、作曲:TAKA3/SHIROSE from WHITE JAM、編曲:TAKA3/千葉純治

### DVD
※初回盤のみ
1. 「Theme of “QUARTETTO”」Music Video & Making